# Turre
Turre – gmina w Hiszpanii, w prowincji Almería, w Andaluzji, o powierzchni 107,96 km². W 2011 roku gmina liczyła 3929 mieszkańców.